# Moraaltheologie
De moraaltheologie is een onderdeel van de systematische theologie die in het opzicht van goed en kwaad, van menswaardig en mensonwaardig, in het licht van het geloof een christelijk antwoord tracht te geven in morele vraagstukken. 
Dat het onderdeel uitmaakt van de systematische theologie houdt in dat de moraaltheologie systematisch en kritisch wil reflecteren op het handelen van mensen. De moraaltheologie wil zowel het onderwerp bevragen, als de vragen bevragen. Het kritische wil zeggen dat nagegaan wordt of de argumenten kloppen. Het opzicht van goed en kwaad heeft alles te maken met het geloof en met de persoonlijke godsrelatie. De moraaltheologie maakt deel uit van de rooms-katholieke traditie, waarbij het geloof de werkelijkheid belicht. 
De moraaltheologie is vaak omstreden. Dit hangt samen met een koppeling die in de maatschappij gemaakt wordt, namelijk, dat een handeling en degene die ze stelt, nadrukkelijk met elkaar samen hangen. De Kerk daarentegen maakt een nadrukkelijk onderscheid tussen de handeling en degene die ze stelt. Als een handeling slecht is, betekent dat niet dat degene die ze stelt slecht is: het is eerder zo dat dit zijn relatie met God verstoort. Omdat dit onderscheid niet altijd scherp gezien wordt, is de moraaltheologie vaak (vooral de persoonlijke moraaltheologie) een omstreden deelgebied van de theologie. 

## Algemene moraaltheologie
Dit deelgebied houdt zich bezig met de uitgangspunten van gelovig denken over goed en kwaad. Het is uit zijn aard theologisch en filosofisch. Het concentreert zich op de handeling, immers het handelen (of het achterwege blijven daarvan) is object van denken. Van belang is het denkmodel van de handeling, waarbij de handeling wordt uiteengerafeld in:
- De persoon (het subject), met zijn zielsvermogens (rede, wil en gevoel)
- De handeling (het object), onder bepaalde omstandigheden (wie, waar, hoe, bewust, vrij?)
- Het beoogde doel
- De gevolgen (gewenst/ongewenst, voorzien/onvoorzien)

Afhankelijk van welke van de vier elementen men als uitgangspunt neemt, is een handeling goed of slecht. De katholieke moraaltheologie neemt het doel (teleologie) als uitgangspunt.

## Sociale moraaltheologie
Dit deelgebied behandelt morele vraagstukken die hoofdzakelijk het samenleven betreffen. Binnen de media en publieke opinie is dit vaak een vergeten gebied.
Onderwerpen die hierbij naar voren komen zijn bijvoorbeeld:
- Eigendom, kapitaal, arbeid
- Solidariteit
- Democratie

## Persoonlijke moraaltheologie
Dit deelgebied behandelt morele vraagstukken die hoofdzakelijk van persoonlijke aard zijn. Dit is een veel ‘bekender’ gebied. 
Onderwerpen die hierbij naar voren komen zijn bijvoorbeeld:
- Ziekte, lijden, sterven
- Seksualiteit en huwelijk

Binnen de moraaltheologie van de katholieke kerk is steeds uitgangspunt geweest dat seksuele handelingen zich uitsluitend mogen voltrekken binnen het huwelijk van een man en een vrouw en gericht dienen te zijn op voortplanting.. 